# Komját
Komját (szlovákul Komjatice) község Szlovákiában, a Nyitrai kerületben, a Érsekújvári járásban. Hozzá tartozik az egykori Torozmel és Vásárfalu.

## Fekvése
A Kisalföld északi peremvidékén, Érsekújvártól 19 km-re északra, Nyitrától 18 km-re délkeletre, a Kis-Nyitra partján fekszik, a 64-es út mentén.

## Élővilága

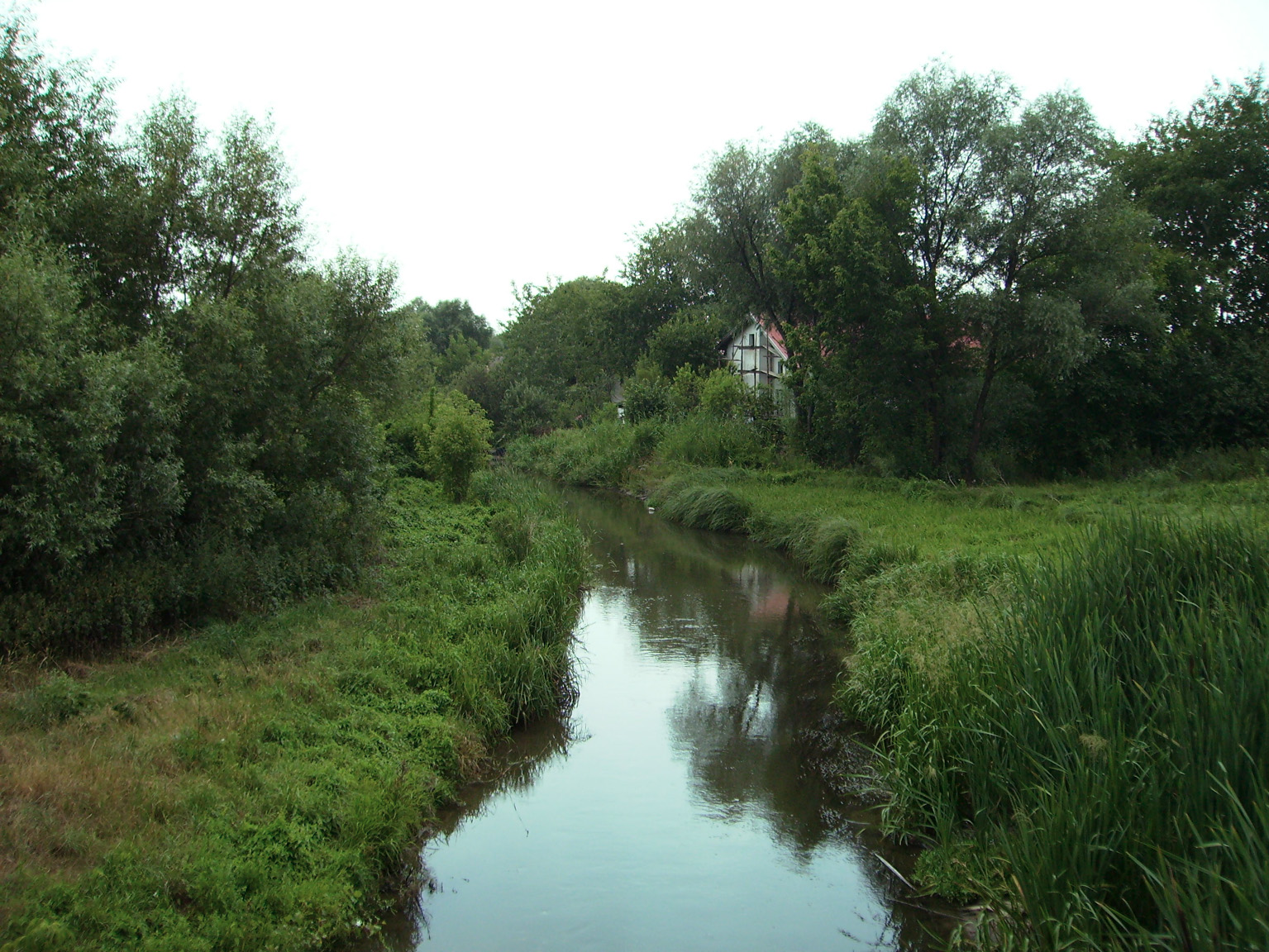
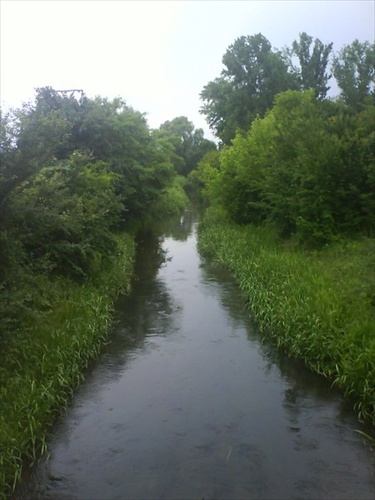
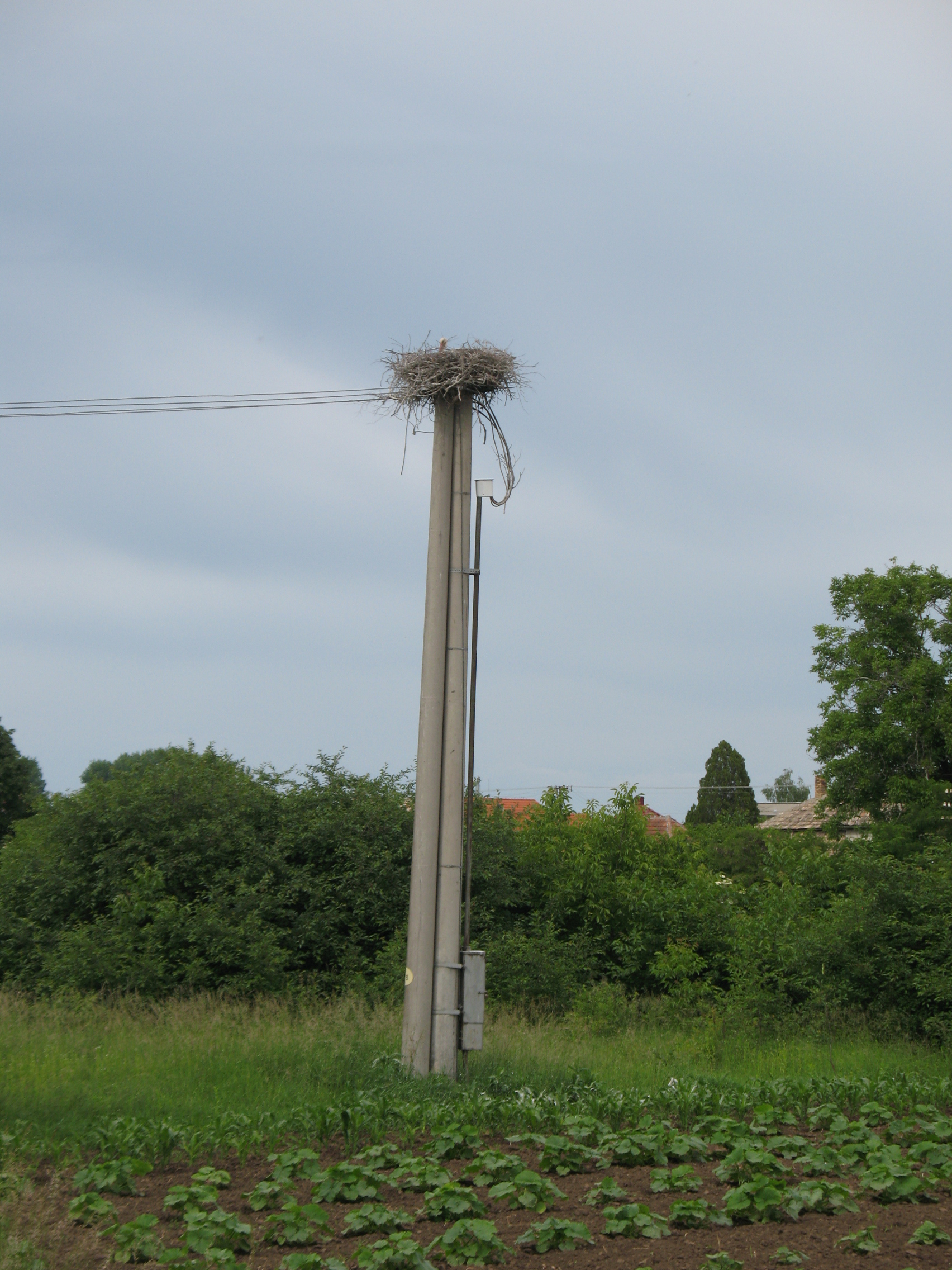
A gólyák 2013-ban
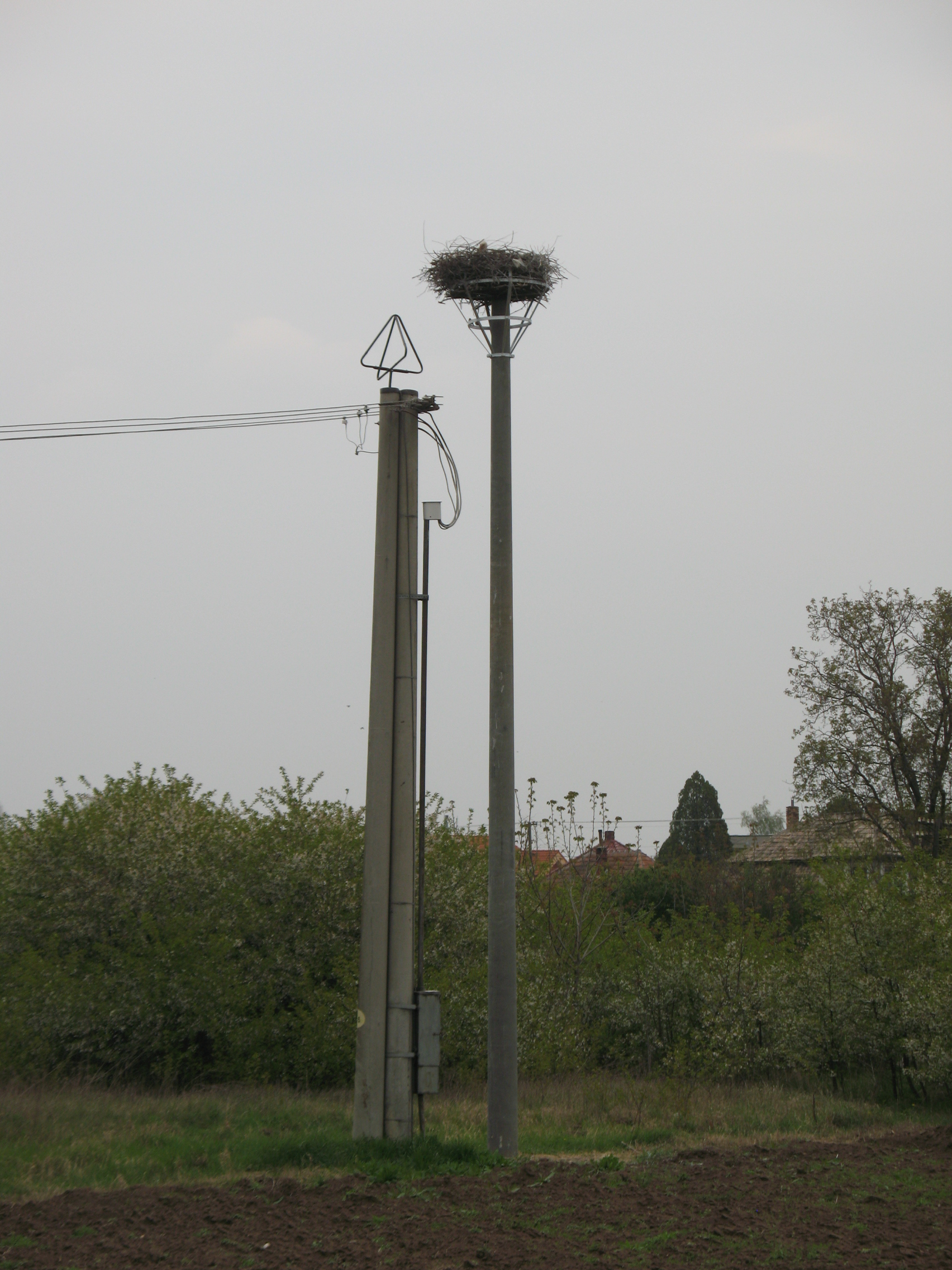
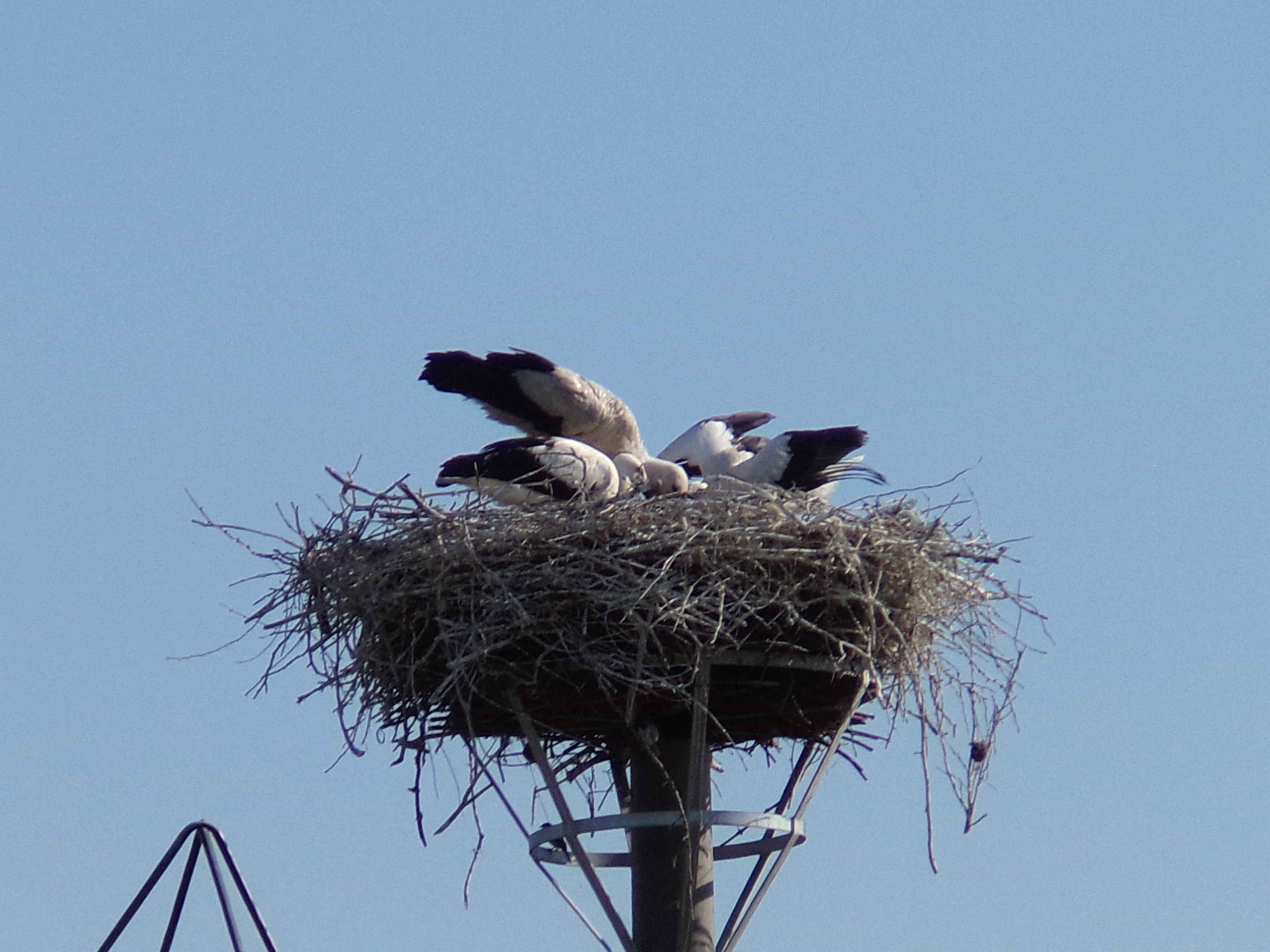
2015
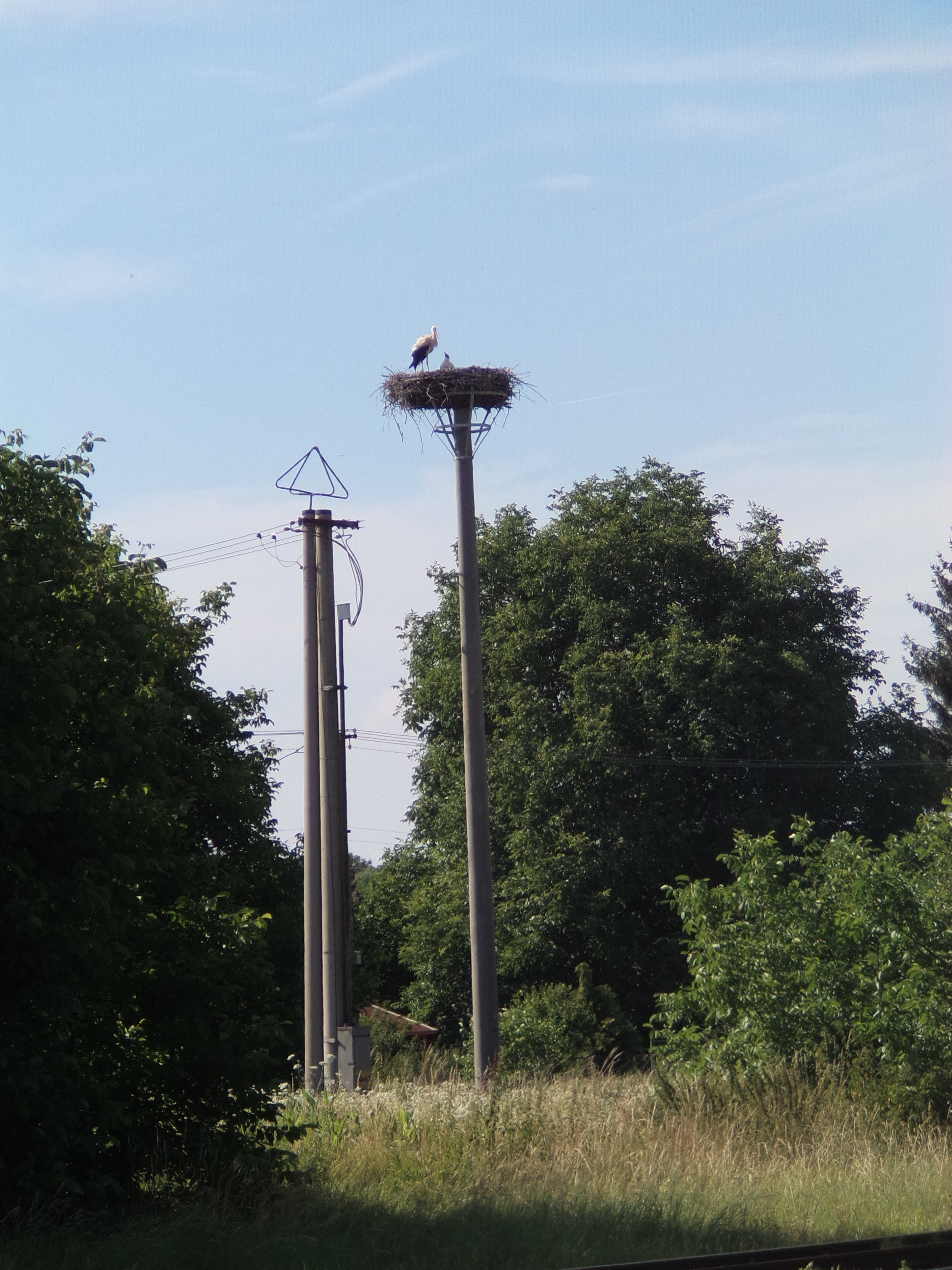
2016
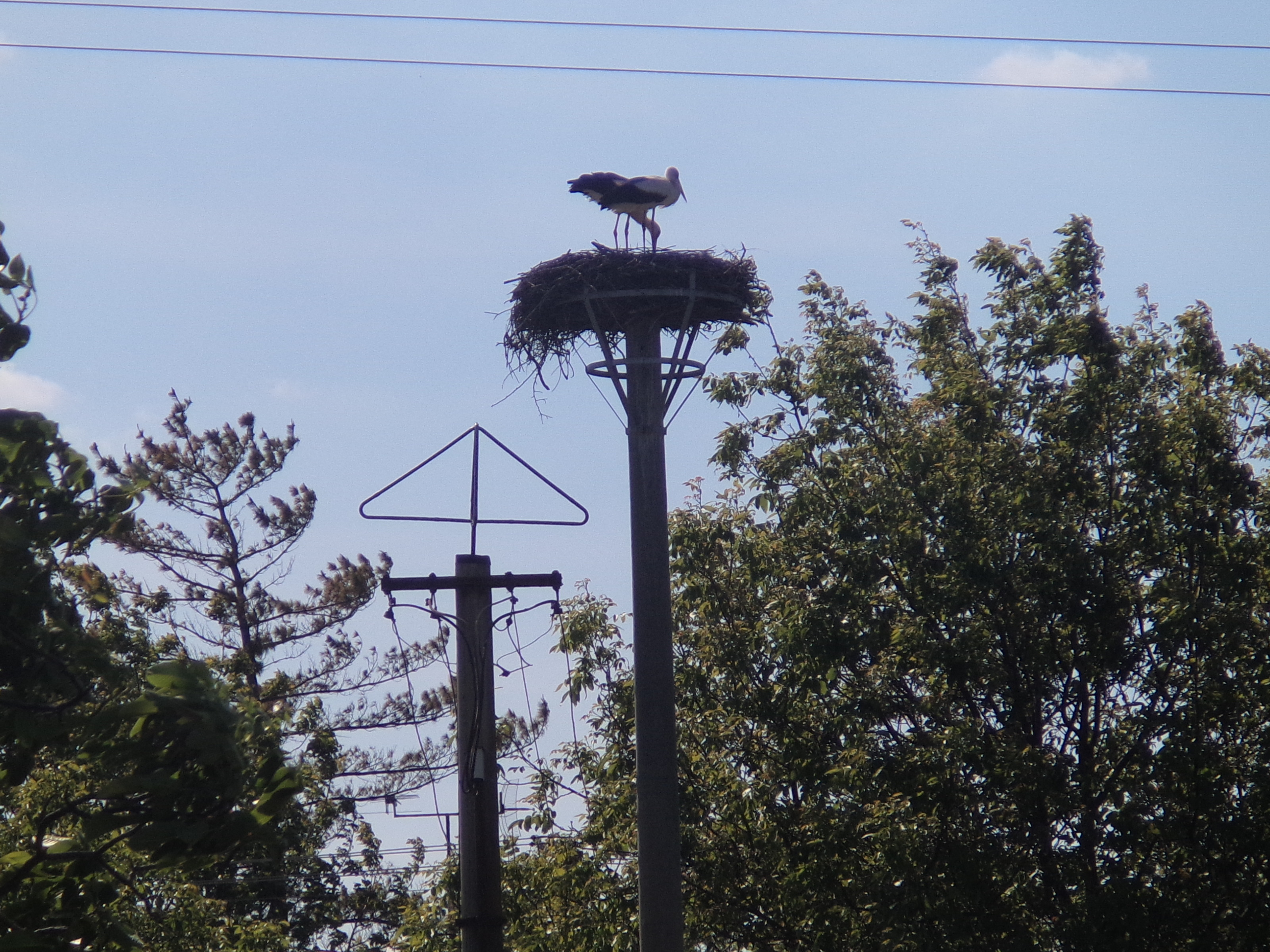
2020
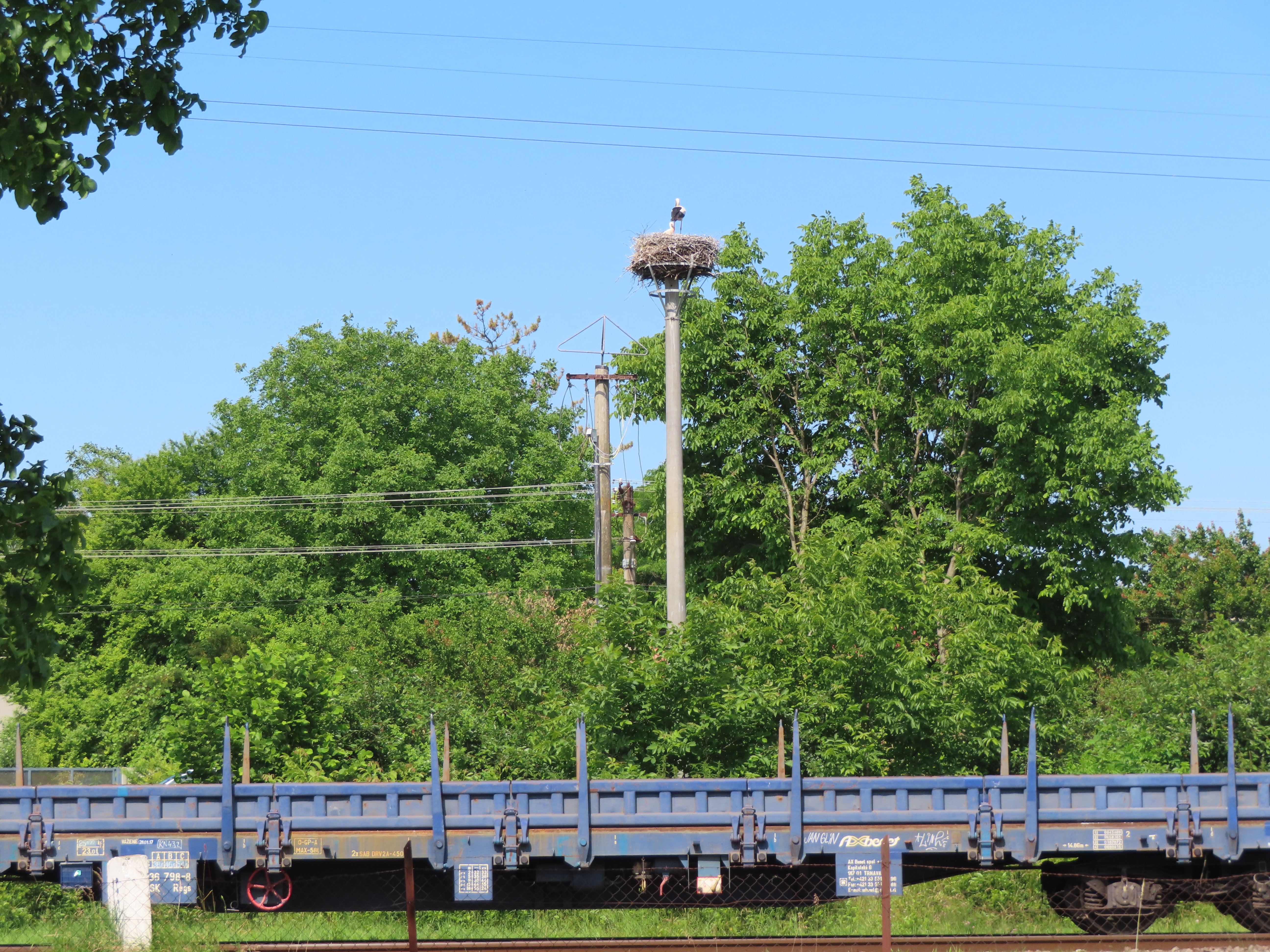
2023
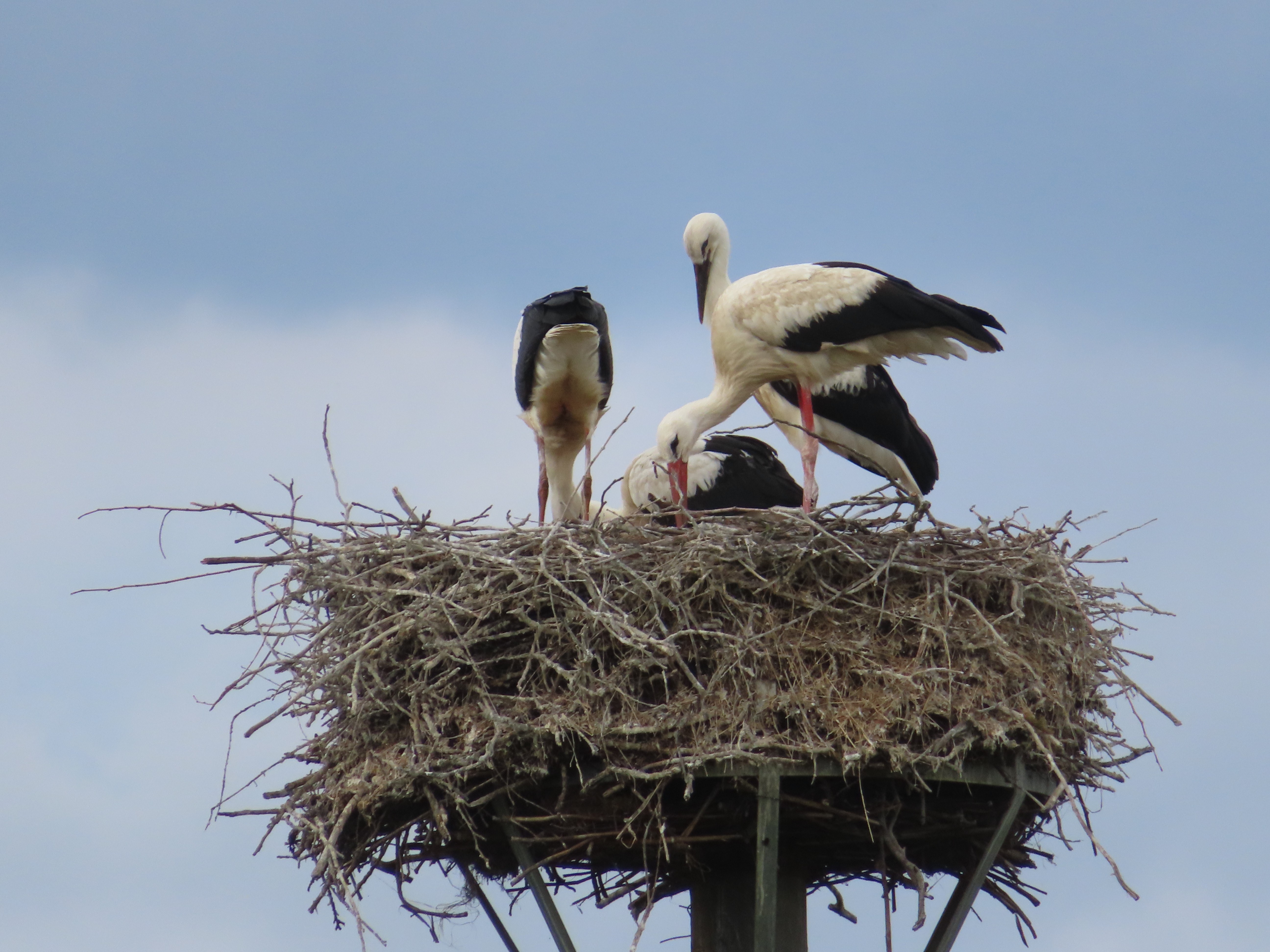

Komjáton a főút mentén található gólyafészek, fészkelésről azonban hosszú ideje nem volt adat. 2014-ben a fészket alátétre rakták, majd újra elfoglalták azt a gólyák. 2015-ben 3, 2016-ban 1, 2017-ben 3 fiókát, 2021-ben 1, 2022-ben, 2023-ban és 2024-ben 3 fiókát számoltak össze.

## Története
Komját község a régészeti leletek alapján már a kőkorszakban is lakott volt.
Komját első írásos említése 1256-ból származik, IV. Béla oklevele terra Kamnati néven említi. Ezen oklevél értelmében Komjátot Tamás fiaira, Andrásra és Abba mesterre ruházta. András megjelenik a nyitrai püspök egy oklevelében is 1274-ben „comes Andrae Konati”-ként. 1386-ban Mária királynő gimesi Forgách Péternek és Jánosnak ajándékoz vagy visszaad több birtokot, köztük „Kamjathy”-t. Már Péter kiszemelte Komjátot új uradalmának kiépítéséhez.
1411-ben Forgách Miklós elkezdte a vár építését, amely jelentőssé tette Komjátot. Évente kétszer, Szent Barnabás napjára (július 11.) és Szent Erzsébet napjára (november 19.) kapott vásártartási jogot. 1663-ban a várat a török támadások miatt lerombolták. A vár megmaradt részére később barokk kastély épült, amelyet 1872-ben átépítettek a Wodianer bárók.
1448-ban említik a falu szőlőhegyét. Verancsics érsek elmondása szerint 1551-ben törökök támadtak a falura, de visszaverték őket. A Forgách család meghívására 1573-ban itt alapított nyomdát Huszár Gál református hitszónok. Komját ezután jó ideig a protestantizmus egyik Nyitra megyei központjává vált. Huszár Gál azonban csak rövid ideig tartózkodott Komjáton, előbb Kassára ment, majd egy rövid visszatéréstől eltekintve Pápára, ahol pestisben elhunyt. Bongars Jakab 1585-ben erre haladhatott Érsekújvárból Nyitrára, s útközben sok szlávul beszélőt hallott.
1621-ben Érsekújvár császáriak általi ostromakor Bethlen kapitánya Horváth István innét zaklatta az ostromlókat. Az 1645-ös országgyűlés elrendelte több Nyitra megyei protestáns templom visszaadását, köztük a komjáti evangélikus templomot is. 1668-ra Komjátról eltűntek a protestánsok és új szlovák és cseh–morva telepesek érkeztek ide. A magyarság a községben ekkortól kezdve háttérbe szorult.
15–18. században Komját nemesi község. A 18. századból származik a község legkorábbi ismert pecsétje és ebből származó címere, melynek felirata: „Sigillium oppidi Comiatti” (Komját város pecsétje).
A Rákóczi-szabadságharc alatt a község sokat szenvedett. A 18. század közepén férfiágon kihalt a Forgách család itteni ága. Az utolsó családtag, Forgách Ferenc özvegye, Klobusiczky Terézia (1709–1781) 1752-ben Grassalkovich (I.) Antalhoz ment feleségül, így a Forgách birtokok ezen része a Grassalkovichokra szálltak. 1783-ban a községet földrengés rázta meg, amelyben a község legnagyobb része elpusztult.
Vályi András szerint „KOMJÁTI. Mező Város Nyitra Várm. földes Ura H. Grazsalkovich Uraság, a’ kinek jeles Kastéllyával díszeskedik, lakosai katolikusok, fekszik Nyitrához harmadfél mértföldnyire, nevezetes malma vagyon itten az Uraságnak, melly számos köveket forgat, ’s Ispotállya is vagyon, határja kövér, réttyei jók, legelője elég, de fája nints.”
Fényes Elek szerint „Komjáthi, (Komnyatyicze), Nyitra m. tót m. v. a Nyitra vize mellett, Nyitrától délre 2 1/2 órányira. Számlál 1861 kath., 1 evang., 20 zsidó lak. Kath. paroch. templommal. – Ékesiti az uraság csinos izlésü kastélya, és kerte. Határa igen szép buzát terem; rétei kövérek; több kerekü malma a Nyitrán sok jövedelmet hajt; erdeje nem elég. F. u. h. Grasalkovics; de most Motesiczky birja. Ut. p. Érsekujvár.”
„Komjáth, mezőváros Ondrohó és Dögös pusztával, 2860 magyar és tót lakóval, Nyitramegye, érsekujvári járás, juh és lótenyésztés, nagy vásárokkal: január 20, márczius 25, május 15 és okt. 26 hetek péntekjén.”
1844-től itt tevékenykedett a szeleci születésű Czaban András (Ondrej Caban), a szlovák nemzeti mozgalom egyik úttörője, aki az alkoholizmus ellen és a szellemi élet felemeléséért is aktívan küzdött és 1860-ban itt is hunyt el.
1858-ban a komjáti uradalmat Wodianer Móric báró vásárolta meg és egy fényűző kastély építésébe kezdett, amelyet 1872-ben fejeztek be. 1913 után a birtok a Nemes családé lett. A trianoni békeszerződésig Nyitra vármegye Érsekújvári járásához tartozott.
1918-ban cseh megszállás alá, majd a trianoni béke után Csehszlovákiához került a község. 1923-ban megalakult a helyi Vörös Kereszt, 1930 táján helyi futballcsapat indult. A gazdasági válság idején a munkanélküliek száma megemelkedett, de az 1930-as évek végére helyreállt a gazdaság.
1938-ban a bécsi döntés értelmében Komját ismét Magyarországhoz került. 1941-ben Serédi Jusztinián szentelte fel újra a helyi templomot. Nemes László gróf 1944 végén menekült el a községből. 1945 márciusában a németek helyi állásait a szovjetek lebombázták, amelyben sok helyi lakos is meghalt. A bombázások után pár nappal a szovjetek el is foglalták a községet. Nemes László gróf távozása után a németek a helyi lakosokkal együttműködve kirabolták és felgyújtották a kastélyt, majd 1945-ben a még mindig impozáns épületet széthordták építőanyagnak. A kastély parkjának néhány részlete rossz állapotban még ma is fennáll.
A második világháború után ismét beindult a kulturális élet, bár a községben az erőszakos kollektivizálás negatív visszhangot váltott ki. A szocializmus alatt új utcák épültek, megtörtént a község villamosítása, majd bevezették a gázt.
1990-ben Komjátról indult ki – a később országos méretűvé kinövő – törekvés, amely a szlovák nyelv hivatalos államnyelvvé tételét tűzte ki célul. A petíciót 200 000-en írták alá.[forrás?]

## Népessége
| Év:            | 1994. | 2004.   | 2014.   | 2024.   |
| -------------- | ----- | ------- | ------- | ------- |
| Emberek száma: | 4048  | 4260    | 4304    | 4210    |
| Eltérés:       |       | +5,23 % | +1,03 % | -2,18 % |

| Év:            | 2023. | 2024.   |
| -------------- | ----- | ------- |
| Emberek száma: | 4197  | 4210    |
| Eltérés:       |       | +0,30 % |

Eredendően magyar falu volt, őshonos lakossága azonban a török korban megfogyatkozott. A 18. század kezdetétől földesurai által betelepített jelentős számú szláv népesség nagyrészt magába olvasztotta magyar lakosságát. Így alakult ki a nagysurányi és komjáti szlovák-morva nyelvsziget.
1880-ban 3069 lakosából 2545 szlovák és 215 magyar anyanyelvű.
1890-ben 3367 lakosából 2777 szlovák és 429 magyar anyanyelvű.
1900-ban 3670 lakosából 3078 szlovák és 477 magyar anyanyelvű.
1910-ben 4104 lakosából 3186 szlovák és 697 magyar anyanyelvű volt.
1919-ben (Majorok, Alsótarány, Újdögös és Ódögös pusztákkal) 4600 lakosából 4247 csehszlovák, 190 magyar, 123 egyéb és 40 német nemzetiségű, ebből 4496 római katolikus, 98 zsidó és 6 református vallású.
1921-ben 4440 lakosából 4254 csehszlovák és 149 magyar volt.
1930-ban 5184 lakosából 3998 csehszlovák és 44 magyar volt.
1941-ben 3958 lakosából 3421 szlovák és 491 magyar volt. Valószínűleg 1940-ben vált Mezőkeszi külön.
1991-ben 3981 lakosából 3913 szlovák és 24 magyar volt.
2001-ben 4207 lakosából 4125 szlovák és 29 magyar volt.
2011-ben 4287 lakosából 3921 szlovák és 22 magyar.
2021-ben 4223 lakosából 25 (+9) magyar, 3813 (+7) szlovák, 3 (+12) cigány, 21 (+10) egyéb és 361 ismeretlen nemzetiségű volt.

## Nevezetességei

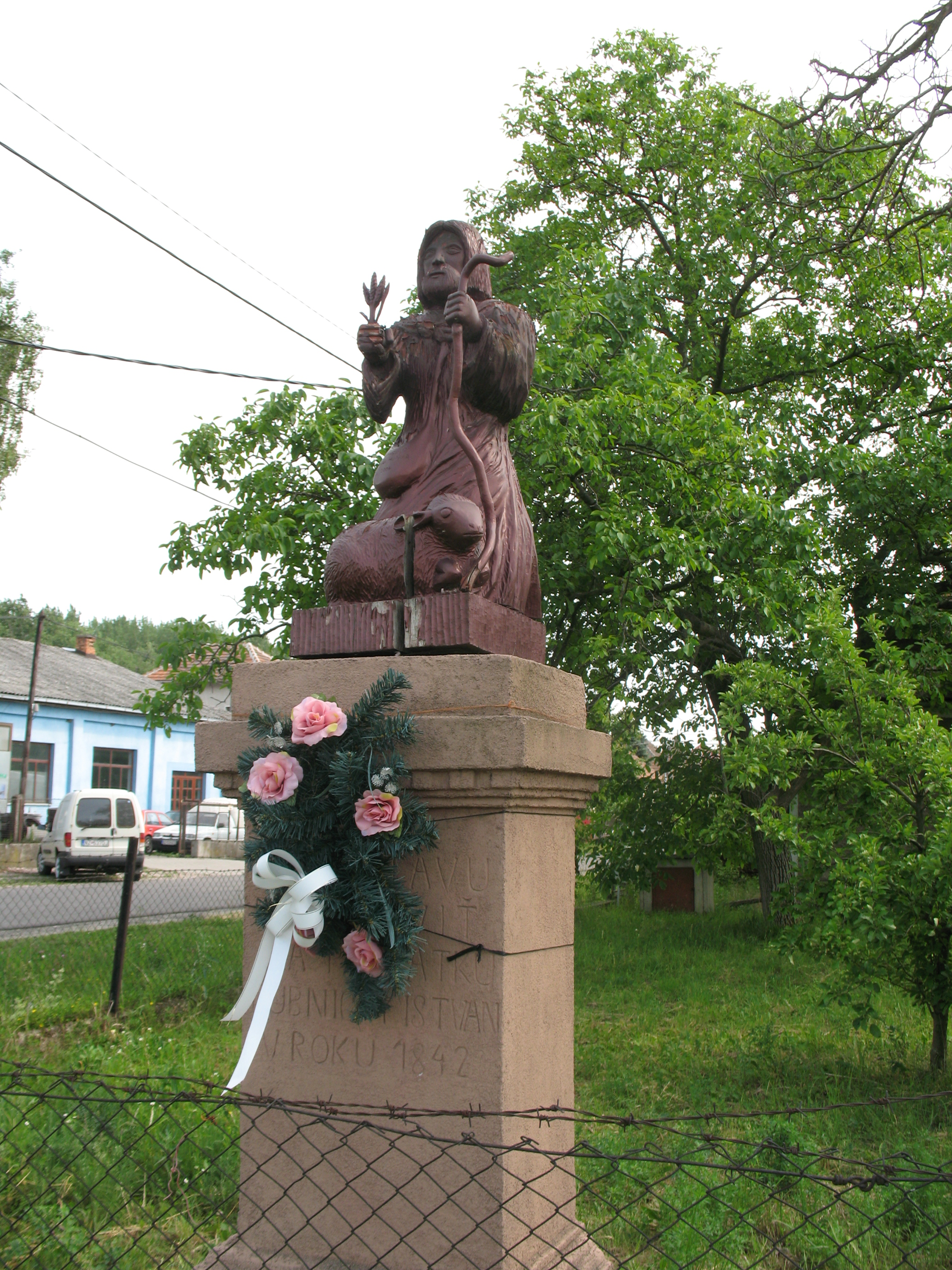
Dubnicky István által 1842-ben állított szakrális kisemlék
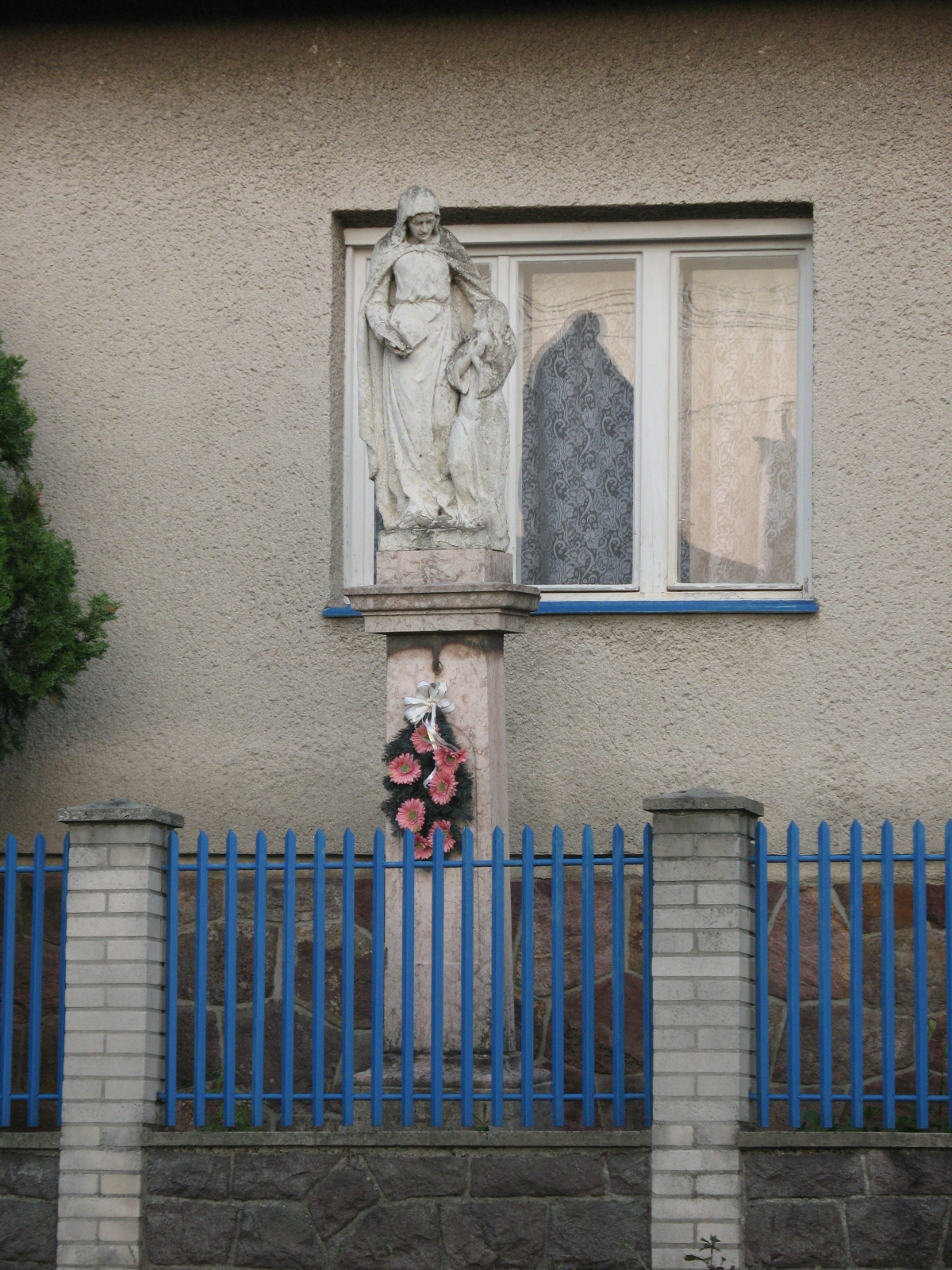
Szakrális kisemlék egy ház előkertjében: Szent Anna oktatja a gyermek Szűz Máriát
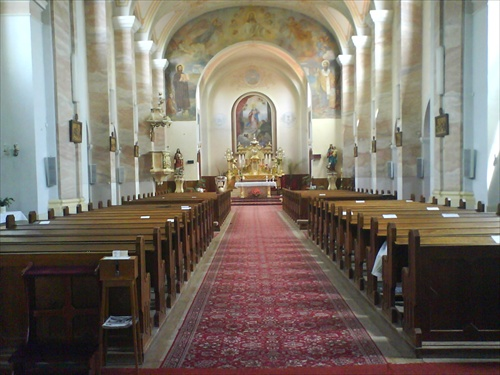
A Szent Erzsébet templom
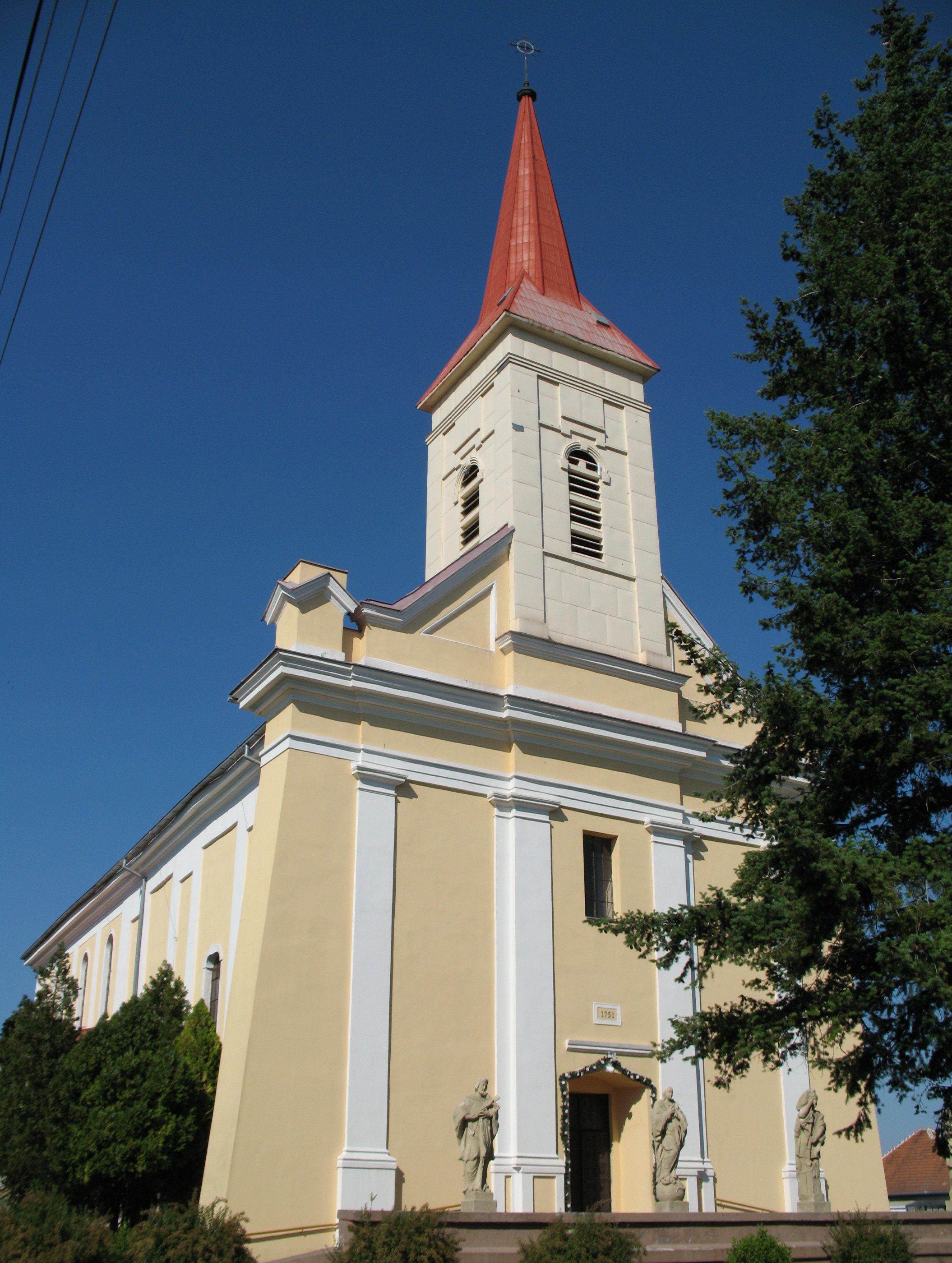
A Szent Erzsébet templom
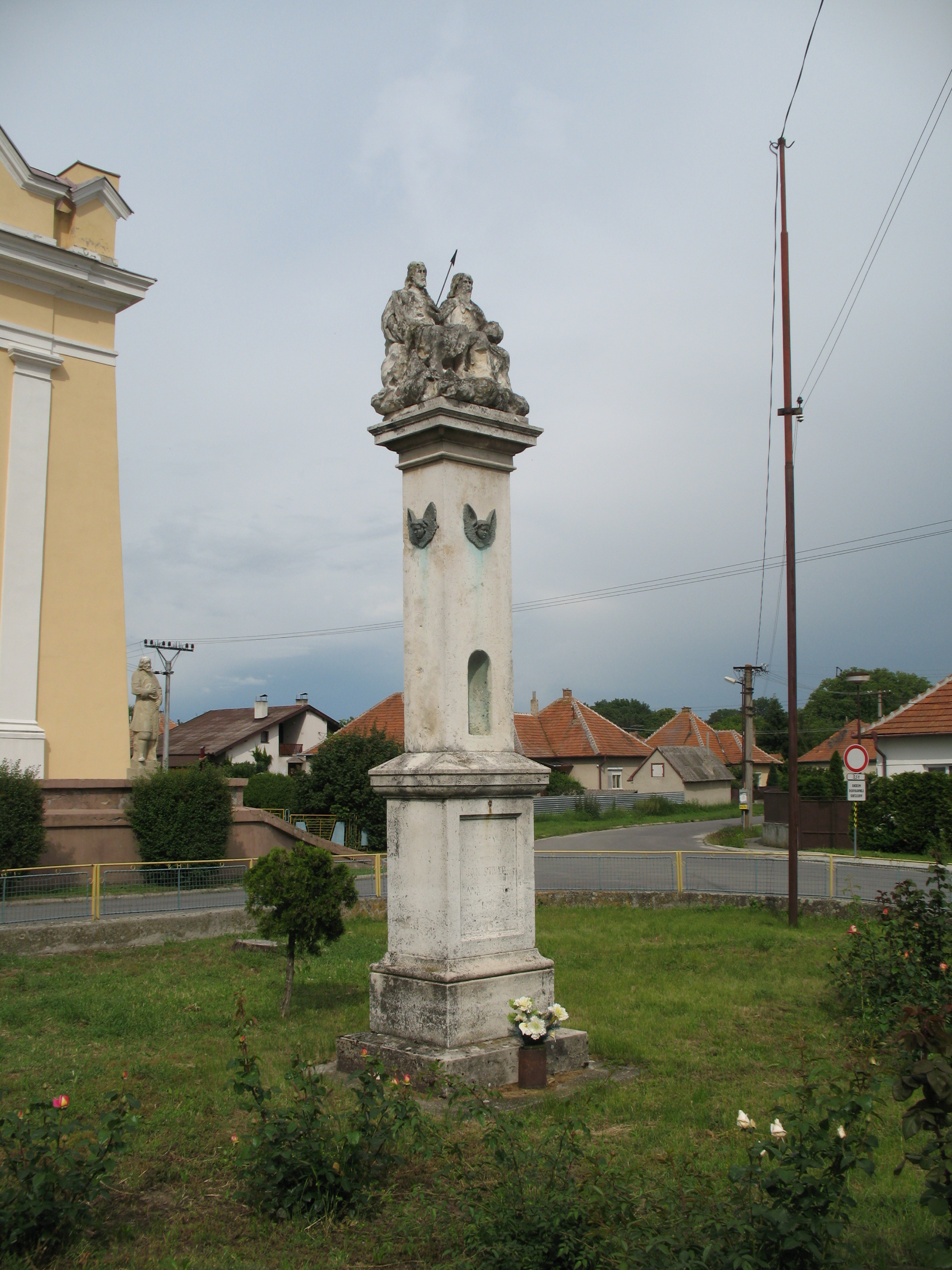
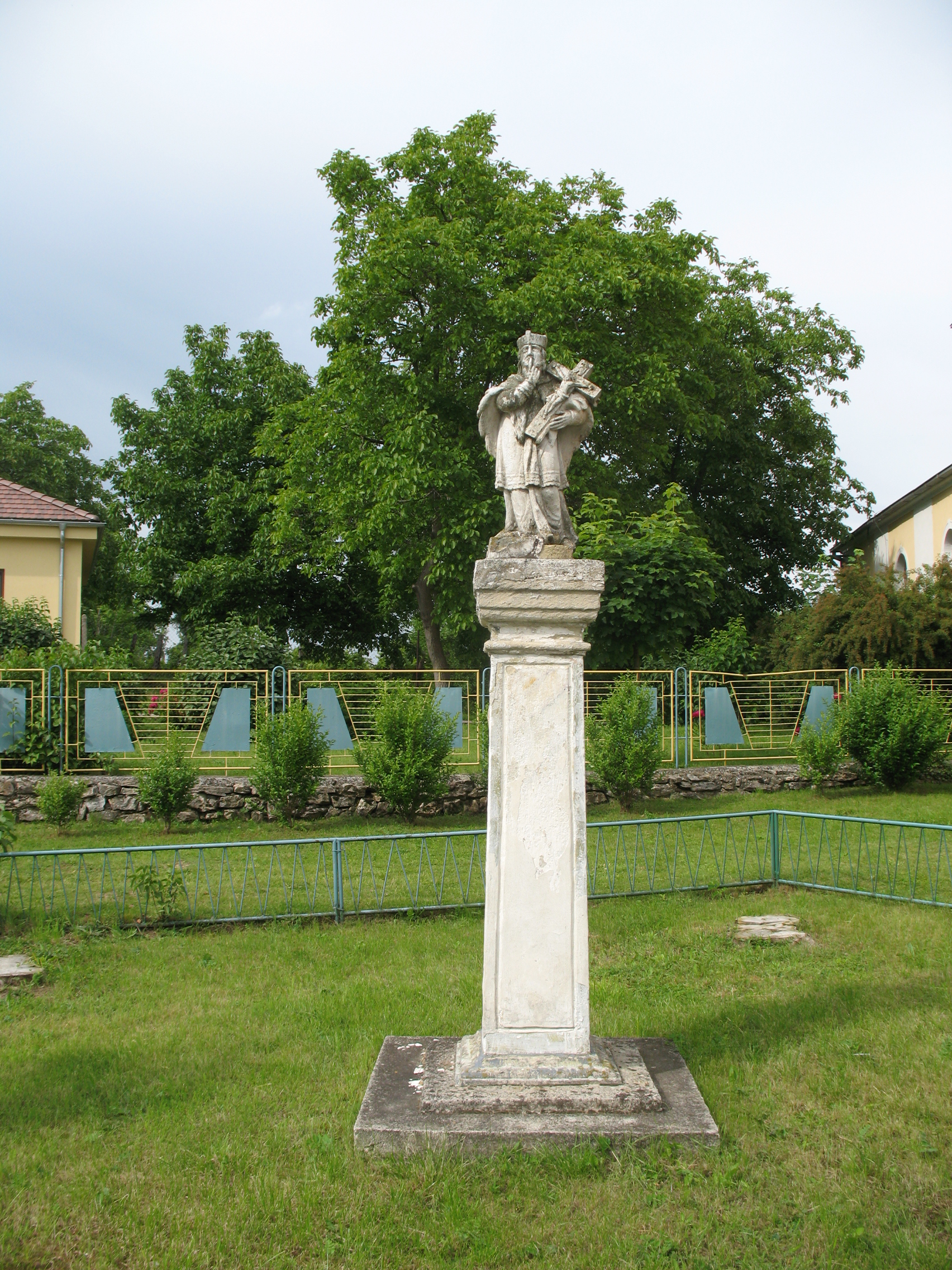
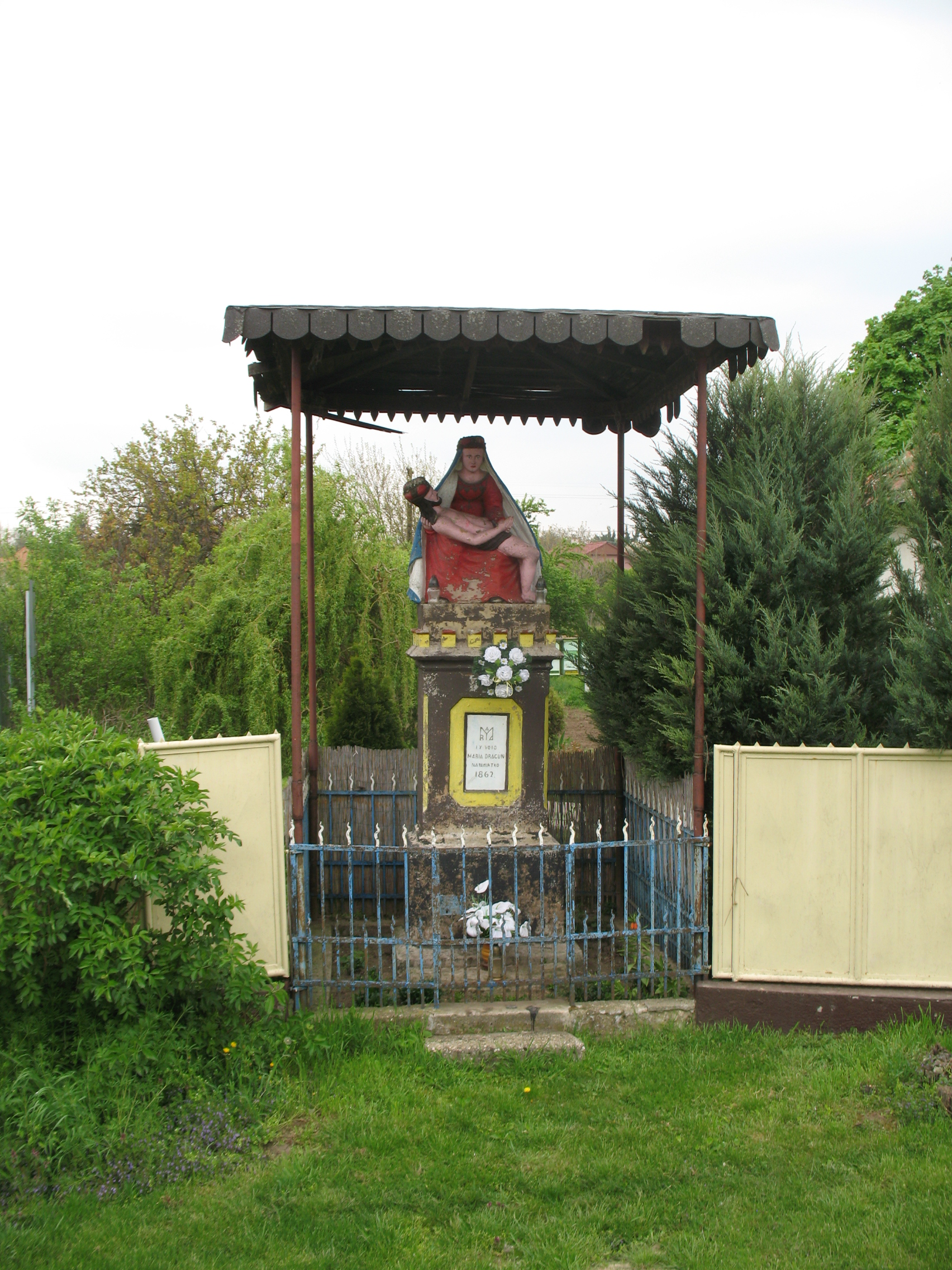
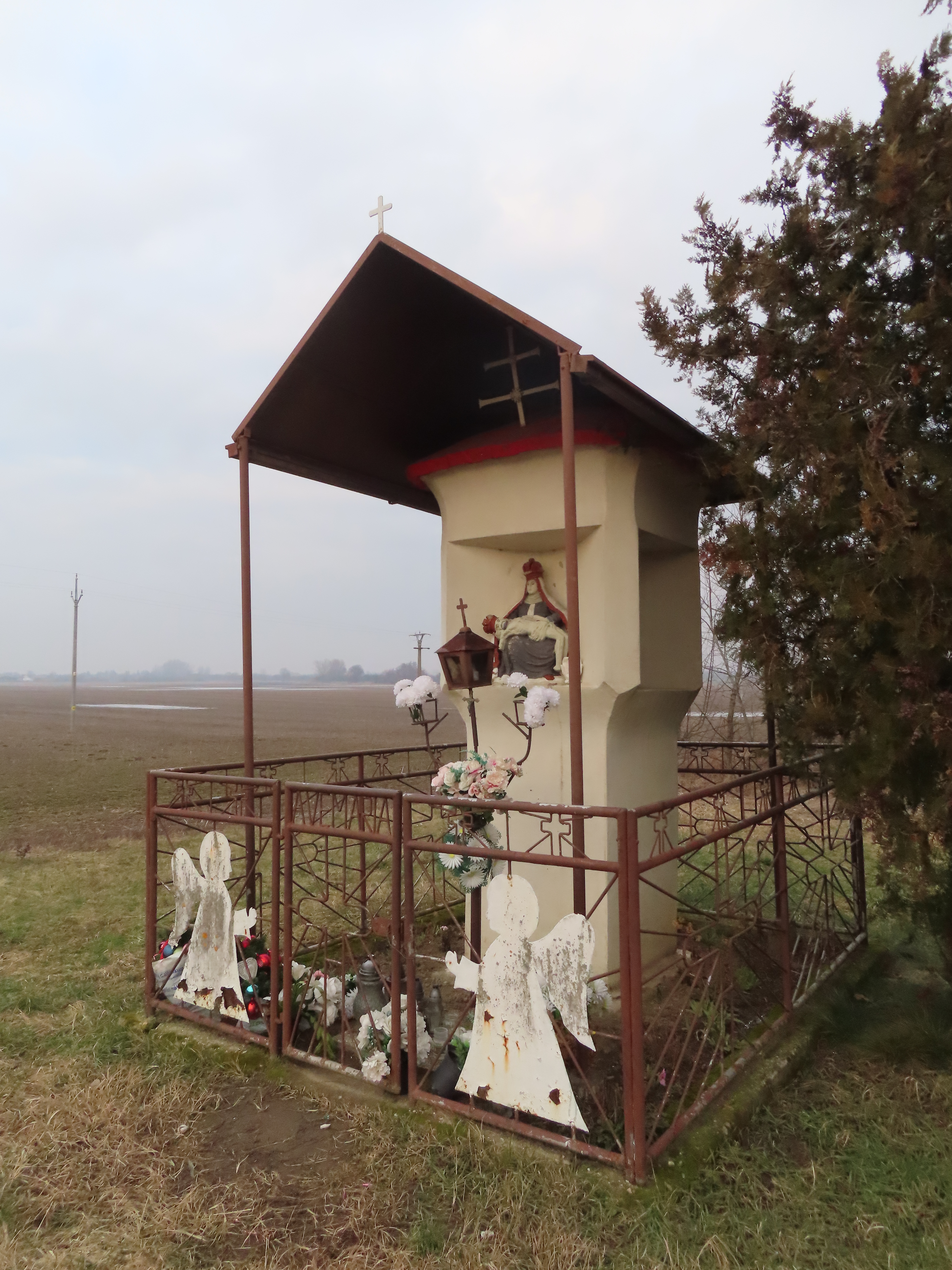
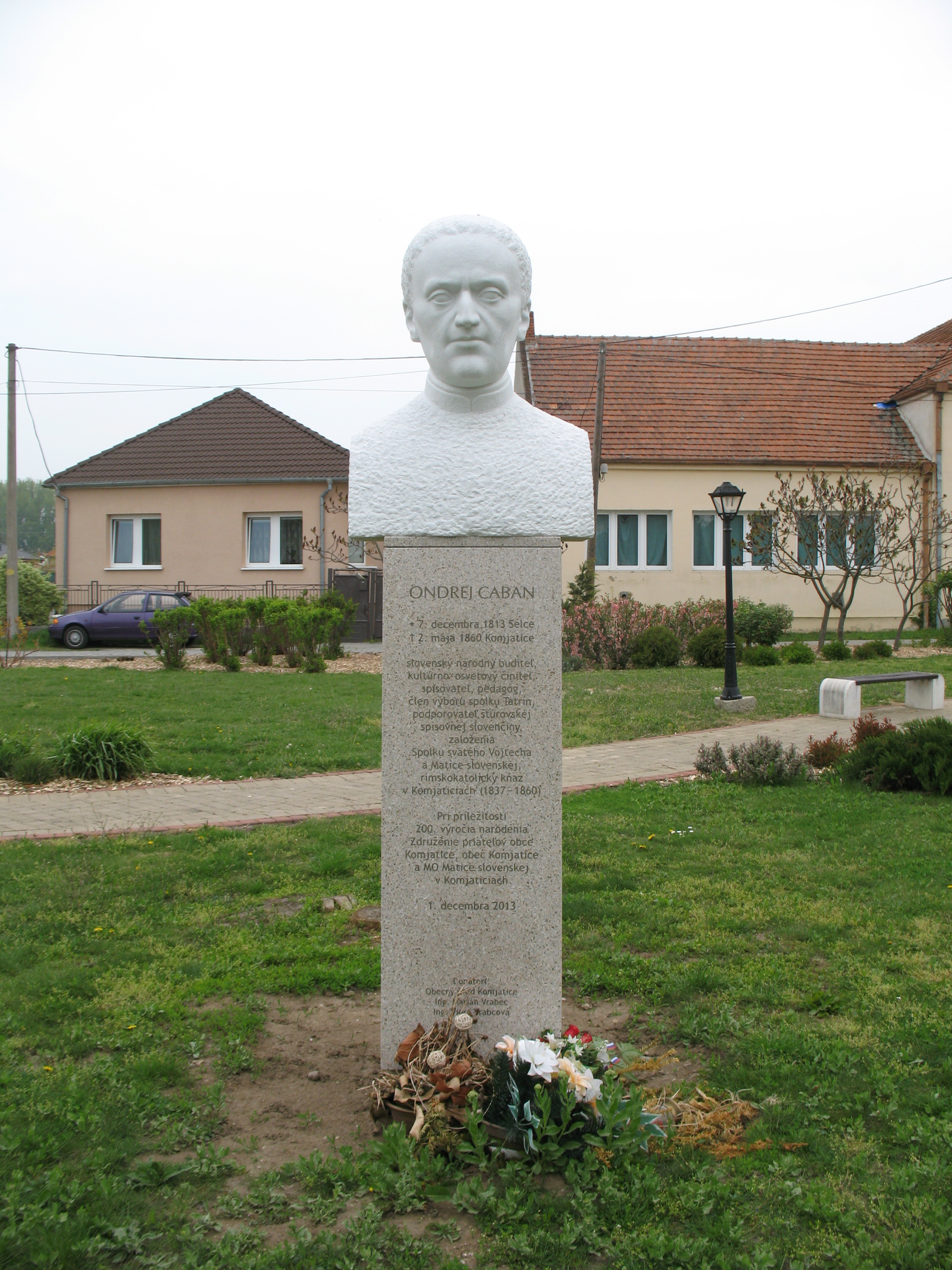
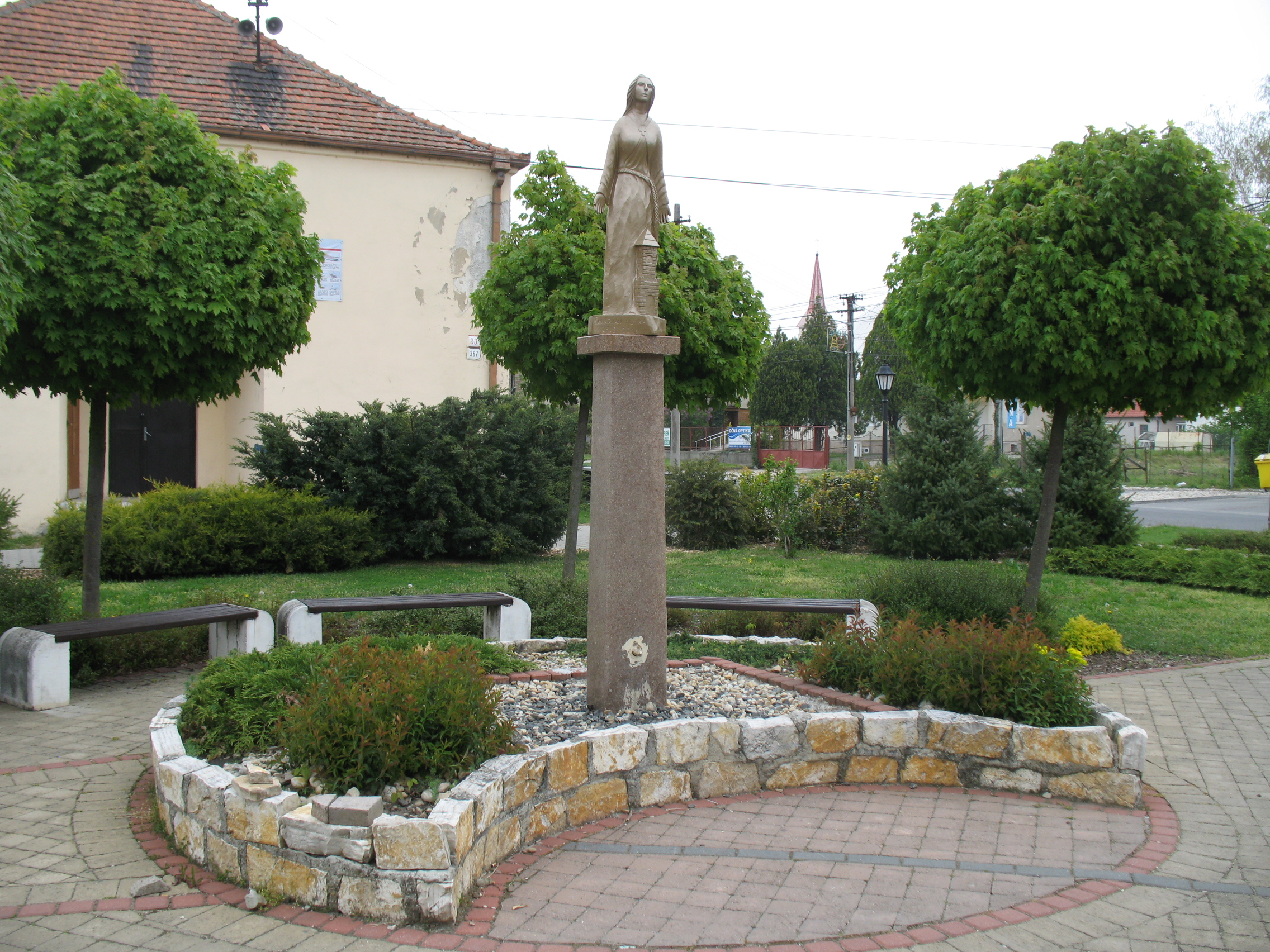

- Egykori várának faltöredékei láthatók.
- 1751-ből származik a római katolikus Szent Erzsébet templom.
- 1651-ben épült a szintén katolikus Szent Péter és Pál templom. 1911-ben vihar rongálta meg, ezért tetőzetét megújíttatták. 1913-ban újabb helyreállítási munkákat végeztek.[17]

## Neves személyek
- Itt született 1822-ben Foltényi Vilmos színművész.[18]
- Itt született 1876-ban Hudyma Emil (1876–1950) pap, gimnáziumi tanár, a nagyszombati érseki főgimnázium utolsó magyar igazgatója.
- Itt született 1894-ben Komjáti-Wanyerka Gyula magyar grafikus, festő, tanár.
- Itt született 1920-ban Cornides István egyetemi tanár, az 1956-os forradalmi ifjúság tanári koordinátora.
- Itt született 1930-ban Anton Molnár szlovák orvos, egyetemi oktató, a Comenius Egyetem dékánja, egészségügyi miniszter.
- Itt hunyt el 1860-ban Ondrej Czaban helyi pap, a szlovák nemzeti mozgalom egyik úttörője.
- Itt szolgált Huszár Gál (1512-1575) reformátor, nyomdász, énekszerző, református szuperintendens. A Heidelbergi káté magyarra fordítója.
- Itt szolgált Andrisz Rezső (1902-1967) római katolikus esperes.
- Itt szolgált Kraffszky József (1857-1923) esperes, plébános, kisdednevelési író.
- Itt szolgált Petrásek Ágoston (1879-1944) csehszlovákiai politikus, római katolikus szerzetes pap.
- Itt szolgált Turcsányi Mátyás (1822–1913) katolikus plébános, tiszteletbeli kanonok.
- Itt szolgált Zsák Lajos (1891-1972) plébános, kanonok.
- Ásatott itt többek között Peter Šalkovský, Szőke Béla.

## Külső hivatkozások
- Hivatalos oldal (szlovákul)
- fényképek
- Községinfó (szlovákul)
- Komját Szlovákia térképén[halott link]
- Az alapiskola honlapja (szlovákul)